# فلز درهم‌تنیده ۴
فلز درهم‌تنیده ۴ (انگلیسی: Twisted Metal 4) یک بازی ویدئویی در سبک جنگ ماشینی است که توسط ۹۸۹ استودیوز توسعه داده و توسط سونی اینتراکتیو انترتینمنت برای پلت‌فرم پلی‌استیشن منتشر شد.